# Lake Ballinger
Lake Ballinger ist ein Süßwassersee mit einer Fläche von 107 Acres (43 ha) und einem Einzugsgebiet von 13 Quadratkilometern im südlichen Snohomish County im US-Bundesstaat Washington. Er grenzt an die Städte Mountlake Terrace im Osten und Edmonds im Westen. Am nördlichen Ende wird er vom Hall Creek gespeist; der McAleer Creek ist sein Abfluss im Osten, der seinerseits den Lake Washington speist.
Der See wurde früher McAleer Lake nach dem Holzfäller Hugh McAleer genannt, welcher der frühere Eigentümer des Sees und des umgebenden Landes war. Er bekam seinen heutigen Namen 1901, nachdem Richard A. Ballinger, der spätere US-Innenminister, ihn erwarb und nach seinem Vater, Richard Ballinger, benannte.

## Beschreibung
Lake Ballinger ist ein natürlicher See, der aus dem Schmelzwasser des Puget-Sound-Lappens des Kordilleren-Eisschildes entstand. Er wird primär vom Hall Creek gespeist, aber es existiert auch ein Grundwasserzustrom vom nahen Echo Lake sowie der Zustrom über Oberflächenwasserabflüsse. Er liegt unmittelbar westlich der Interstate 5 in Mountlake Terrace und unmittelbar nördlich der Grenze zwischen den Countys Snohomish und King, drei Meilen (4,8 km) nördlich von Seattle. Im Puget-Sound-Tiefland gelegen (etwa 2,7 mi (4,3 km) östlich des Puget Sound selbst), befindet sich die Oberfläche in 292 ft (89 m) Höhe.
Lake Ballinger ist breit eiförmig, dabei Nord-Süd-orientiert mit einem ziemlich geradlinigen Westufer und einer breiten Beule im südöstlichen Teil, wo er in den McAleer Creek entwässert. Der See ist 0,58 mi (0,9 km) lang und an der breitesten Stelle 0,37 mi (0,6 km) breit; er bedeckt 107 Acres (43 ha) einschließlich der Insel, wovon die Wasserfläche aktuell etwa 103 Acres (42 ha) einnimmt. Seine größte Tiefe beträgt 35 ft (11 m).
Nahezu in der Mitte des Sees liegt Edmount Island, eine 3 Acres (1,2 ha) große Torf-Moor-Insel. Während zweier vergangener Perioden existierten besiedelte Flächen, die heute zum Ballinger Park in Mountlake Terrace gehören.

## Geschichte
Lake Ballinger hieß ursprünglich Lake McAleer nach Hugh McAleer, seinem ersten Besitzer. McAleer war Holzfäller und Eigentümer eines Großteils des Landes um den See herum. Eine Familie Bartholomew hatte von 1888 an eine Heimstatt auf der Insel, bis Richard A. Ballinger das Land 1901 erwarb. Ballinger benannte den See nach seinem Vater, einem Veteranen des Bürgerkriegs. Er nutzte den See zur Lagerung von Baumstämmen, die den McAleer Creek abwärts zum Lake Washington vor ihrer Verschiffung geflößt werden sollten. Ballinger begann 1914, einzelne Parzellen entlang des Westufers zu verkaufen, um Wohngebiete zu schaffen.
Lake Ballinger wurde 1972 für den See im Puget-Sound-Gebiet mit der schlechtesten Wasserqualität von 34 untersuchten befunden. Eins der größten Probleme bezüglich der Wasserqualität war das durch Phosphateinträge angeregte Algenwachstum, welches zu einer Hypoxie führte. In den folgenden Jahrzehnten wurde eine Reihe von Schritten unternommen, um die Wasserqualitätsziele zu erreichen. 1980 wurden Absetzbecken entlang des Hall Creek gebaut, um die eingetragenen Stoffe sich absetzen zu lassen. Zwei Jahre später wurde eine Anlage zur Tiefenwasserbelüftung installiert, um Luftsauerstoff in die tieferen Schichten des Sees einzutragen und die Hypoxie zu beseitigen. Mountlake Terrace bekam 1991 die Erlaubnis, das Wasser mit Alaun zu versetzen, um das Nährstoffniveau zu senken.
Am Neujahrstag 1997 stieg der Seespiegel des Lake Ballinger um 6 ft (1,8 m) über Normal und beschädigte mehrere Häuser am Ufer. Dieselbe Flut verursachte den Überlauf eines nahegelegenen Abflusskanals, dessen Wasser in den See ablief. Ein ähnliches Ereignis gab es im Dezember 2007, als drei Häuser überflutet wurden und eine Abwasser-Kontaminationen aus drei Lecks auftrat.
Am 29. Juli 2009 verursachten Grillkohlen einen Brand auf Edmount Island; bei den Löscharbeiten wurde ein Feuerwehrmann verletzt. Der Torf schwelte mehrere Tage lang, bis die letzte Stelle am 9. August gelöscht war. Die Insel bleibt für die Öffentlichkeit auf unbestimmte Zeit gesperrt.

## Ökologie
Lake Ballinger leidet unter einer Reihe ökologischer Probleme. Die urbanen Abflüsse tragen Öl, Schwermetalle und exzessiv Nährstoffe in das Wasser ein. Das Niveau fäkaler coliformer Bakterien wird durch die anwesenden Haustiere und die große Zahl Gänse erhöht, deren Eier zur Bestandskontrolle angebohrt werden und faulen. Das Übermaß an Nährstoffeinträgen erzeugt ein Algen-Wachstum, welches seinerseits zu einer Sauerstoffzehrung in den tiefen Zonen des Sees führt, wenn die abgestorbenen Algen absinken und abgebaut werden.
Lake Ballinger ist für das Washington Department of Fish and Wildlife ein prioritärer Lebensraum, was besonderen Schutz und Managementmaßnahmen nach sich zieht.